# Arethusana carsicus
Arethusana carsicus är en fjärilsart som beskrevs av Hermann Stauder 1913. Arethusana carsicus ingår i släktet Arethusana och familjen praktfjärilar. Inga underarter finns listade i Catalogue of Life.